# 北海道新得高等学校
北海道新得高等学校（ほっかいどうしんとくこうとうがっこう、Hokkaido Shintoku High School）は、北海道上川郡新得町にあった公立（道立）の高等学校。全日制普通科。

## 沿革
- 1948年 - 北海道清水高等学校新得分校として開校
- 1952年 - 北海道新得高等学校として独立
- 1965年 - 道立に移管
- 2017年 - 募集停止
- 2019年 - 3月31日を以って閉校

## アクセス
- JR北海道根室本線新得駅より徒歩19分

## 卒業生
- 増田正二 - 元帯広信用金庫理事長
- 菊地敬一 - ヴィレッジヴァンガード創業者
- 久保正行 - 警察官、著作家